# Bou Hajla
Bou Hajla (arabe : بوحجلة) ou Sidi Amor Bou Hajla (سيدي عمر بوحجلة) est une ville tunisienne rattachée au gouvernorat de Kairouan.
Située au sud de Kairouan, entre celle-ci et Echrarda, sur l'axe routier reliant Kairouan à Gabès, elle enregistre un accroissement régulier de sa population urbaine passée de 2 284 habitants en 1984 à 4 641 en 1994, puis à une population de 7 828 habitants en 2014.

## Histoire
La localité se structure autour de la zaouïa de Sidi Amor Bou Hajla, elle-même située sur le territoire des Jlass du Sud, tribu de bédouins semi-nomades qui vivait autrefois sous la dépendance de Kairouan et qui subsistait essentiellement grâce à l’élevage ovin et à un peu de céréaliculture. Sidi Amor Bou Hajla, originaire du Maroc et arrivé dans la région au début du XVe siècle, aurait été un virtuose du oud et du chant et aurait réalisé de nombreux miracles.
En 1957, la municipalité de Bou Hajla est érigée autour du souk et de la koubba. Elle compte alors moins de 500 habitants et forme le siège d’une grande délégation rurale.

## Culture
Le festival de Sidi Amor Bou Hajla est le fruit de la rencontre de deux événements. À la fin des années 1960, les autorités de la municipalité et de la délégation décident en effet d’organiser une fantasia en parallèle aux processions religieuses célébrant Sidi Amor Bou Hajla, pour permettre aux populations venant des imadas les plus éloignées de participer aux deux festivités en faisant un seul déplacement.
À travers le festival, la société locale se représente, dans un premier temps, par ses lieux les plus notoires, le tombeau du saint et l’espace des cavaliers situé derrière le souk aux bestiaux. Progressivement, les lieux du festival ont changé de même que les symboles choisis par les organisateurs pour représenter la société locale.
Depuis 2008, la ville accueille chaque année un festival de théâtre, fondé à l'initiative du producteur tunisien Youssef Sidaoui, sous le nom de « Journées théâtrales à Sidi Amor Bouhajla » (الأيام المسرحية بسيدي عمر بوحجلة).
En 2013, la ville accueille la première édition du Festival national des films anthropologiques, qui se tient du 12 au 14 septembre, à l'initiative de la maison de la culture de la ville.

## Économie

### Secteurs
Le manque de tissu industriel dans la ville engendre un taux de chômage élevé chez les demandeurs d'emploi de niveau élémentaire et un flux migratoire important. La délégation compte ainsi près de 2 400 chômeurs et enregistre, entre 1994 et 2004, une migration interne nette de 2 688 habitants et l'émigration de 311 personnes.
La compagnie canadienne de production de pétrole et de gaz, DualEx Energie, annonce en 2011 qu'une première évaluation du permis qui lui a été accordé à Bouhajla fait ressortir des réserves de plus d'un milliard de barils ; les actions de la compagnie basée à Calgary grimpent aussitôt de 40 % à la Bourse de Toronto. Avec un investissement de 5,2 millions de dinars tunisiens, ce permis est un partenariat entre DUALEX Tunisie Inc. et l'Entreprise tunisienne d'activités pétrolières pour la production de pétrole et de gaz.
Dans le domaine agricole, la ville occupe la première place en matière de culture de la tomate et du poivron, la deuxième pour la production d'amandes et d'abricots et la troisième pour ce qui est de la production d'huile d'olive ; les experts et les statistiques prévoient qu'elle atteigne la première place dans ce dernier domaine.
Malgré son important potentiel économique, Bou Hajla connaît un taux de criminalité élevé, souffrant d'un déficit sécuritaire qui remonte à une époque lointaine. Une grève générale se tient d'ailleurs le 12 mai 2012 dans l’ensemble des établissements publics et administrations en raison de l’insécurité engendrée par l'assassinat de deux agents de sécurité en l'espace de deux semaines et à l’accumulation de l’insécurité dans la région.

### Indicateurs
Quelques indicateurs, issus du recensement de 2004, et données fournies par les directions régionales permettent de se faire une idée du profil de la ville :
- Nombre de ménages : 1 202 ;
- Nombre de logements : 1 475 ;
- Eau potable : 100 % ;
- Desserte en électricité : 100 % ;
- Nombre de comités de quartiers : 14 ;
- Nombre de lycées : 2, avec 2 375 élèves dont 1 401 filles ;
- Nombre de cabinets médicaux : 6 ;
- Nombre de pharmacies : 5 ;
- Infrastructure sportive : 1 stade en terre battue ;
- Équipe sportive civile : 1, avec 177 licenciés ;
- Bibliothèque publique : 1, avec 122 sièges ;
- Nombre de médecins : 11, tous généralistes ;
- Nombre de dentistes : 3 ;
- Nombre de pharmaciens : 6 ;
- Entreprises de plus de dix employés : 2 employant 26 personnes ;
- Agence bancaire : 3.

## Personnalités
- Mahfoudh Romdhani
- Riadh Sidaoui
- Youssef Sidaoui